# Кулишов, Илья Данилович
Кулишов Илья Данилович (7 июня 1902, Херсон — 7 августа 1948, Москва) — советский военачальник, вице-адмирал (08.07.1945)

## Биография
Родился 7 июня 1902 года в Херсоне в семье участника Гражданской войны Даниила Григорьевича Кулишова. Отце Ильи Кулишова погиб в 1918 году в при защите Херсона от интервентов. 
В 1919 году окончил два курса морской школы при Херсонском мореходном техникуме. С мая по сентябрь 1920 года учился в школе рулевых и сигнальщиков в Кронштадте. С сентября 1920 по май 1925 учился в Военно-морском училище им. Фрунзе.
В марте 1926 года был назначен дивизионным минёром отдельного дивизиона подводных лодок. С октября 1926 по май 1928 — учился в подводном классе Специальных курсов комсостава Учебного отряда подводного плавания в Ленинграде.
В мае 1928 года назначен помощником командира подводной лодки типа «АГ», а в январе следующего года — подводной лодки Д-4 «Революционер». В 1930 году командовал подводной лодкой «Коммунист» а в мае 1931 года стал командиром подводной лодки Д-6 «Якобинец». В ноябре 1933 года назначен командиром дивизиона подводных лодок, а в марте 1937 — командиром 2-й бригады подводных лодок Тихоокеанского флота.
В мае 1938 года был репрессирован.
В сентябре 1939 года восстановлен в кадрах ВМФ и в ноябре был назначен командиром Николаевской военно-морской базы. 4 июня 1940 года присвоено звание контр-адмирал. В августе — октябре 1941 года командир Одесской военно-морской базы, а с октября 1941 по март 1942 года — командир Туапсинской военно-морской базы. 21 апреля 1942 года за непринятие «достаточных мер для надлежащего оборудования порта» осужден Военной коллегией Верховного суда СССР с отсрочкой исполнения приговора до окончания военных действий.
В июле 1942 года прибыл в Ленинград и вступил в должность командира Отряда кораблей реки Невы Ленинградской военно-морской базы. 15 августа 1942 года назначен командиром Ленинградской военно-морской базы. В марте 1944 года назначен командиром Лужской военно-морской базы, а 24 августа — командующим Таллинским морским оборонительным районом.
8 июля 1945 года присвоено звание вице-адмирал. С октября 1947 года командир Потийской военно-морской базы.
Трагически погиб 7 августа 1948 года в Москве. Похоронен на Донском кладбище.

## Награды
- орден Ленина (1945),
- два ордена Красного Знамени (1944, 1944),
- орден Нахимова I степени (1945),
- орден Красной Звезды (1941),
- медали[2],
- именное оружие.